# 1746
1746. је била проста година.